# 阿尔特米尔河畔迪特富特
阿尔特米尔河畔迪特富特（官方拼写为，發音：[ˈdiːtˌfʊʁt ʔan deːɐ̯ ˈʔaltˌmyːl] ⓘ），通称迪特富特（德語：Dietfurt；又译迪特福特），是德国巴伐利亚州上普法尔茨行政区上普法尔茨地区诺伊马克特县的城市，面积78.71平方千米，2023年12月31日人口为6,257人。
迪特富特有“巴伐利亚的中国”（Bayerisch China）之称。当地每年举行迪特富特中国狂欢节。

## 地名
该地名“Dietfurt”由“diet”与“furt”组成。“diet”源自古高地德語“diot”，意为“民众”、“大众”，与“Deutsch”（德意志）同源；“furt”指河流中可以渡河的浅滩。故“迪特富特”意为“民众的浅滩”。

## 历史
迪特富特最早见于1109年的文献记载中。1305年，格勒格灵—希尔施贝格伯爵世系绝亡，该地归属于维特尔斯巴赫家族。

## 地理
迪特富特坐落于国家级度假胜地阿尔特米尔河谷自然公园之中。

## 文化
每逢基督教斋戒期过后的肥胖星期四，迪特富特全镇会举办迪特富特中国狂欢节。狂欢节中会象征性地加冕一位市民为“高皇帝”（Kaiser Ko-Huang-Di），同时市长会被贬职为皇帝的大官吏（kaiserlichen Großmandarin），此外還有「太監」和「御林軍」等角色。狂欢节一直延续到玫瑰星期一结束。狂歡節期間，街頭巷尾會張貼寫有「福」、「喜」的春聯，並懸掛紅燈籠、中國龍圖案的旗子等。
迪特富特与中国联系在一起的原由不明。一种说法是相传在中世纪时期，迪特富特的市民为了避免来自艾希施泰特的收税官，纷纷藏在城墙脚下。消息传到艾希施泰特的主教时，变成了迪特富特市民为逃税，像中国人一样躲避在他们的“长城”下的故事。如此一传十、十传百，迪特富特的市民被挂上了“中国人”（die Chinesen）的绰号。还有一种传说可能更为可信，据称几百年前迪特富特人就开始与中国人做生意，用当地的白银、手工艺品等换取中国的丝绸、瓷器和茶叶。交往多了，迪特富特人渐渐喜欢上中国以及中国春节等传统文化，并按照自己的想象开始过起了“中国人狂欢节”。在1860年的一张挂历上迪特富特的市民绰称“中国人”。1869年在艾希施泰特牧务公报上刊登的一段科学文章中，迪特富特被誉为“中国城”（Chinesenviertel）。1928年迪特富特举办第一届中国狂欢节。

## 友好城市
- 中国 南京市